# ヨハン・ゲオルク1世 (ザクセン選帝侯)
ヨハン・ゲオルク1世（Johann Georg I., 1585年3月5日 - 1656年10月8日）は、ザクセン選帝侯（在位：1611年 - 1656年）。クリスティアン1世とブランデンブルク選帝侯ヨハン・ゲオルクの娘ゾフィーの間の次男でクリスティアン2世の弟。1611年、兄に子がなかったので選帝侯位を継承した。

## 生涯
1618年にボヘミアでプロテスタントの反乱が起こり、三十年戦争が始まった最中の1619年の神聖ローマ皇帝の選挙ではフェルディナント2世に投票、皇帝に選出した。宗派はプロテスタントだったが、ボヘミア王に選出されたプファルツ選帝侯フリードリヒ5世はカルヴァン派であり、ヨハン・ゲオルク1世はルター派で帝国の秩序保持を優先する立場から協力せず、フェルディナント2世からボヘミア北部のラウジッツ授封と引き換えにボヘミアへ出兵、ボヘミア平定に貢献した。
しかし、戦後の1623年にフェルディナント2世がフリードリヒ5世から選帝侯位を取り上げバイエルン公マクシミリアン1世に与えたことと、ボヘミア領内のプロテスタント弾圧を進めたことから協力関係を断ち切り、ブランデンブルク選帝侯ゲオルク・ヴィルヘルムと共にプロテスタント勢力を集めて中立化した。以後はフェルディナント2世の政策に反対する姿勢を取り、1628年にフェルディナント2世が傭兵隊長ヴァレンシュタインをメクレンブルク公に叙任したことと、1629年にプロテスタントを否定する復旧令（独: Restitutionsedikt）を公布したことに抗議、1630年のレーゲンスブルクで開かれた議会でヴァレンシュタインを罷免させた。
同年にスウェーデン王グスタフ2世アドルフが北ドイツに上陸すると、当初はスウェーデンとは別にプロテスタント諸侯を中心とする第三勢力の構築を考え傍観していたが、翌1631年に皇帝軍司令官のティリー伯がマクデブルクの戦いで起こした惨劇に憤慨してスウェーデンと同盟を結び、ザクセンに侵略したティリー伯をスウェーデン軍と共に迎え撃ちブライテンフェルトの戦いでスウェーデン軍が皇帝軍を撃破したが、ザクセン軍は撃破されヨハン・ゲオルク1世は戦場から逃亡した。戦後、グスタフ2世アドルフが南下すると秩序回復とスウェーデンの勢力拡大阻止からフェルディナント2世との和睦を主張したが退けられ、部下の傭兵隊長ハンス・ゲオルク・フォン・アルニム＝ボイツェンブルクを派遣してボヘミアを占領したが、1632年に皇帝軍司令官に復帰したヴァレンシュタインに説得されボヘミアから撤退した。
撤退したとはいえスウェーデンとの繋がりは保っていたままだったため、皇帝軍にザクセンを荒らされるとグスタフ2世アドルフに救援を要請したが、リュッツェンの戦いでグスタフ2世アドルフが戦死、1633年にスウェーデン主導のハイルブロン同盟が結ばれるとプロテスタントに対する主導権を奪われたことに怒りスウェーデンから離れ、1634年のネルトリンゲンの戦いでハイルブロン同盟が敗北・崩壊すると皇帝に接近、1635年のプラハ条約でラウジッツの領有と次男アウグストのマクデブルク大司教就任を条件にフェルディナント2世と和解、1636年にフェルディナント2世の息子フェルディナント3世をローマ王に選出した。
それからは皇帝側として戦ったが、スウェーデンからは裏切り者とされザクセンを略奪され、1636年のヴィットストックの戦いでヨハン・バネール率いるスウェーデン軍に敗北、1639年にスウェーデンの将軍レンナート・トルステンソンにケムニッツの戦いで敗れ、1642年にもスウェーデン軍に敗れ劣勢となり、1645年にスウェーデンと休戦、1648年のヴェストファーレン条約に参加した。1656年に死去、長男のヨハン・ゲオルク2世が後を継いだ。

## 子女
1604年にヴュルテンベルク公フリードリヒ1世の娘ジビッラ・エリーザベトと結婚したが、1606年に男子を死産して間もなく死去した。翌1607年にプロイセン公アルブレヒト・フリードリヒの娘マグダレーナ・ジビュレと結婚し、ヨハン・ゲオルク2世ら9子（死産を除く）を儲けた。
以降7子は成人になった。
- ゾフィー・エレオノーレ（1609年 - 1671年） - ヘッセン＝ダルムシュタット方伯ゲオルク2世の妃
- マリア・エリーザベト（1610年 - 1684年） - シュレースヴィヒ＝ホルシュタイン公フレデリク3世の妃
- ヨハン・ゲオルク2世（1613年 - 1680年） - ザクセン選帝侯
- アウグスト（1614年 - 1680年） - マクデブルク大司教、ザクセン＝ヴァイセンフェルス公
- クリスティアン1世（1615年 - 1691年） - ザクセン＝メルゼブルク公
- マグダレーネ・ジビュレ（1617年 - 1668年） - デンマーク・ノルウェー王太子クリスチャン（デンマーク・ノルウェー王クリスチャン4世の王太子）の妃、後にザクセン＝アルテンブルク公フリードリヒ・ヴィルヘルム2世の妃
- モーリッツ（1619年 - 1681年） - ザクセン＝ツァイツ公